# Hiệp hội Phòng chống Ung thư Quốc tế
Hiệp hội Phòng chống Ung thư Quốc tế, viết tắt là UICC (Union for International Cancer Control) là một tổ chức phi chính phủ, phi lợi nhuận quốc tế hoạt động trong lĩnh vực 
phòng chống, phát hiện và điều trị bệnh ung thư.
UICC thành lập năm 1933 tại Geneva,  Thụy Sĩ. UICC có số hội viên là hơn 760 tổ chức ở 155 quốc gia, và là hiệp hội ung thư lớn nhất thế giới với các bộ y tế, các viện nghiên cứu và các nhóm bệnh nhân. Cùng với các thành viên và các đối tác chính, Tổ chức Y tế Thế giới, Diễn đàn Kinh tế thế giới và những tổ chức khác, UICC đấu tranh chống bệnh ung thư trên quy mô toàn cầu.

## Mục tiêu
UICC hướng đến mục tiêu nêu trong Tuyên bố Ung thư Thế giới thông qua quan hệ đối tác chiến lược với các thành viên và các tổ chức khác quan tâm đến chiến đấu chống ung thư. Mục đích của chúng tôi là cứu giúp hàng triệu mạng sống bằng cách tập trung vào những gì cần phải được thực hiện trong việc:
- Kết nối cộng đồng phòng chống ung thư toàn cầu;
- Vận động và đưa ung thư vào trong chương trình nghị sự y tế toàn cầu;
- Phối hợp các chương trình tác động cao toàn cầu.[2]

## Tổ chức
Cơ quan cao nhất của UICC là Đại hội đồng. UICC tổ chức hai năm một kỳ Đại hội Ung thư Thế giới (World Cancer Congress), bầu ra hội đồng Chủ tịch (Board of Directors) có 17 ủy viên, là cơ quan chấp hành điều hành công việc giữa các kỳ đại hội.
| Năm     | Địa điểm  | Địa điểm | Nhiệm kỳ  | Chủ tịch       | Chủ tịch   |
| ------- | --------- | -------- | --------- | -------------- | ---------- |
| 2018    |           |          |           |                |            |
| 11/2016 | Paris     | Pháp     | 2016-2018 | Sanchia Aranda | Úc         |
| 12/2014 | Melbourne | Úc       | 2014-2016 | Tezer Kutluk   | Thổ Nhĩ Kỳ |
| 2012    | Montréal  | Canada   | 2012-2014 |                |            |

## Hoạt động
Ngày ung thư thế giới được UICC và Tổ chức Y tế Thế giới sáng lập để hỗ trợ các mục tiêu của Tuyên bố Ung thư Thế giới năm 2008, được tổ chức vào ngày 4 tháng 2 hàng năm và được Liên Hợp Quốc ghi nhận.
Các hoạt động được đưa vào Programmes
| V.tắt | Tên                                               | Tên tiếng Anh                                     |
| ----- | ------------------------------------------------- | ------------------------------------------------- |
| GETI  | Hành động về Giáo dục và Đào tạo toàn cầu         | Global Education and Training Initiative          |
| GAPRI | Tiếp cận toàn cầu về chống đau                    | Global Access to Pain Relief Initiative           |
| CCI   | Hành động về Ung thư cổ tử cung                   | Cervical Cancer Initiative                        |
| ChiCa | Ung thư ở trẻ em                                  | Childhood Cancer                                  |
| GICR  | Hành động toàn cầu về phát triển ghi nhận ung thư | Global Initiative for Cancer Registry Development |